# Războiul nostru sfânt
Războiul nostru sfânt este un film românesc din 1942 regizat de Ion Cantacuzino.

## Distribuție
Distribuția filmului este alcătuită din:
- Mihai Gingulescu — voce comentator